# Jocksy

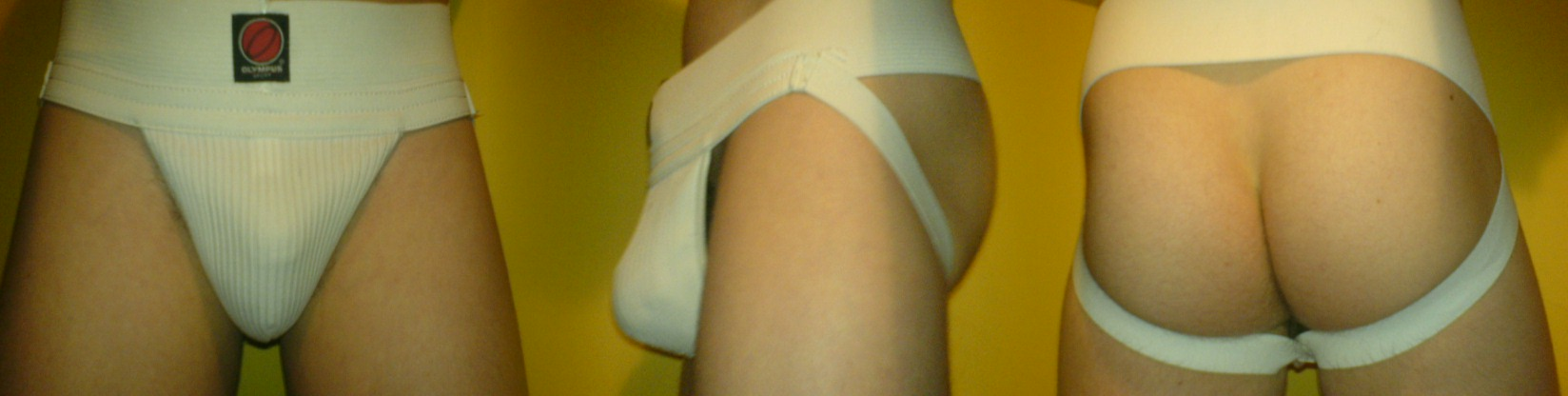
Pohled zepředu, ze strany a zezadu

Jocksy [tʒɔksɪ] či [ʒɔksɪ]IPA (v angličtině jocks či jockstraps) jsou druh pánského spodního prádla. Zepředu jsou podobné slipům, ale zadní část je téměř volná. Přední váček drží jen pasová elastická guma a zadní dva elastické popruhy, které nespojuje žádná látka.

## Historie
Historie jocksů je nejasná, jelikož není zcela jasné, kdo je jako první navrhl. První teorie uvádí, že originálním výrobcem byl finský atlet Parvo Nakacheker, který studoval lidské tělo, a proto přišel s dokonalým spodním prádlem, jež zajistí pohodlí při jakékoliv fyzické aktivitě. Podle druhé a pravděpodobnější teorie uvedla roku 1874 jocksy na trh společnost BIKE Web Company, a sice pro sportovní účely – hlavně cyklisty při cestování po drsných ulicích Bostonu. Jocksy zaznamenaly úspěch a o nějaký čas později je začaly prodávat i další firmy. V současnosti je lze sehnat skoro u každého prodejce pánského spodního prádla.

## Využití
Mezi výhody jocksů patří ideální využití pro sportovní aktivity (kopírují anatomii těla, zabezpečují intimní partie, ale zároveň umožňují pokožce dýchat), lze je nosit pod upnuté kalhoty a představují ideální spodní prádlo do letních měsíců (nabízejí volnost a pocit svěžesti). Naopak k nevýhodám určitě náleží jejich odvážný vzhled, nošení v zimních měsících a při volbě špatné velikosti a materiálu také nepříjemné škrcení a řezání.
Jedná se též o spodní prádlo úzce spojované s gay kulturou, kam pronikly s rostoucí popularitou pánského spodního prádla, staly se předmětem módního zájmu a jedním ze sexuálních stimulů vyobrazovaných v reklamách.
V oblasti kontaktních sportů, jako je např. box nebo hokej, mohou jocksy obsahovat i zpevněný chránič, zejména v takových případech se označují spíše jako suspenzor, neboť ochranná funkce je zde významnější než oděvní či módní.